# Eimeria funduli
Eimeria funduli is een soort in de taxonomische indeling van de Myzozoa, een stam van microscopische parasitaire dieren. Het organisme komt uit het geslacht Eimeria en behoort tot de familie Eimeriidae. Eimeria funduli werd in 1979 ontdekt door Duszynski, Solangi & Overstreet.